# Марье-Дмитровский сельский совет
Марье-Дмитровский сельский совет (укр. Мар'є-Дмитрівська сільська рада) — входит в состав Софиевского район Днепропетровской области Украины.
Административный центр сельского совета находится в с. Марье-Дмитровка.

## Населённые пункты совета
- с. Марье-Дмитровка
- с. Долговка
- с. Ковалёво
- с. Кринички
- с. Спокойствие
- с. Червоное Поле
- с. Червоный Яр